# Ареалва
Ареалва (порт. Arealva) — муниципалитет в Бразилии, входит в штат Сан-Паулу. Составная часть мезорегиона Бауру. Входит в экономико-статистический микрорегион Бауру. Население составляет 7504 человека на 2006 год. Занимает площадь 506,465 км². Плотность населения — 14,8 чел./км².

## История
Город основан в 1948 году.

## Статистика
- Валовой внутренний продукт на 2003 составляет 81 215 653,00 реала (данные: Бразильский институт географии и статистики).
- Валовой внутренний продукт на душу населения на 2003 составляет 10 997,38 реала (данные: Бразильский институт географии и статистики).
- Индекс развития человеческого потенциала на 2000 составляет 0,790 (данные: Программа развития ООН).

## География
Климат местности: горный тропический. В соответствии с классификацией Кёппена, климат относится к категории Aw.